# Örebro läns valkrets
Örebro läns valkrets är en egen valkrets vid val till den svenska riksdagen. 

## Mandatantal
Efter att enkammarriksdagen inrättades hade valkretsen elva fasta mandat i valen 1970–1979 och tio mandat i valen 1982–1994. I riksdagsvalet 2006 var antalet fasta mandat tio. Antalet utjämningsmandat har varierat mellan ett i valen 1970–1973, noll i valet 1976, ett i valet 1979, två i valen 1982–1985, ett i valet 1988, två i valet 1991 och tre i valet 1994. I valet 2006 hade valkretsen två utjämningsmandat.
| 1970 | 1973 | 1976 | 1979 | 1982 | 1985 | 1988 | 1991 | 1994 | 1998 | 2002 | 2006 | 2010 | 2014 | 2018 |
| ---- | ---- | ---- | ---- | ---- | ---- | ---- | ---- | ---- | ---- | ---- | ---- | ---- | ---- | ---- |
| 11   | 11   | 11   | 11   | 10   | 10   | 10   | 10   | 10   | 10   | 10   | 10   | 9    | 9    | 9    |

## Ledamöter i enkammarriksdagen (listan ej komplett)

### 1971–1973
- Per-Eric Ringaby, m
- Erik Larsson, c
- Georg Pettersson, c
- Sven G. Andersson, fp
- Bert Stålhammar, fp
- Henry Allard, s
- Erik Brandt, s
- Sture Ericson, s
- Åke Larsson, s
- Marta Lindberg, s

### 1974–1975/76
- Per-Eric Ringaby, m
- Erik Larsson, c
- Georg Pettersson, c
- Sven G. Andersson, fp
- Henry Allard, s
- Sture Ericson, s
- Åke Larsson, s

### 1976/77–1978/79
- Per-Eric Ringaby, m
- Erik Larsson, c
- Georg Pettersson, c
- Sven G. Andersson, fp
- Henry Allard, s
- Sture Ericson, s

### 1979/80–1981/82
- Erik Larsson, c
- Sven G. Andersson, fp
  - Arne Thoresson (ersättare för Sven G. Andersson 7/3–12/4 1982), fp
- Sture Ericson, s

### 1982/83–1984/85
- Lars Ernestam, fp
- Sture Ericson, s

### 1985/86–1987/88
- Lars Ernestam, fp
- Gudrun Norberg, fp
- Sture Ericson, s

### 1988/89–1990/91
- Lars Ernestam, fp
  - Lennart Eliasson, fp (ersättare för Lars Ernestam 10 november–9 december 1990)
- Gudrun Norberg, fp
- Sture Ericson, s

### 1991/92–1993/94
- Gudrun Norberg, fp
- Sture Ericson, s
- Lars Andersson, nyd

### 1994/95–1997/98
- Anders Svärd, c
- Ola Ström, fp
- Rose-Marie Frebran, kds
- Ola Karlsson, m
- Sten Tolgfors, m
- Yvonne Ruwaida, mp
- Maud Björnemalm, s
- Hans Karlsson, s
- Inger Lundberg, s
- Nils-Göran Holmqvist, s
- Helena Frisk, s
- Håkan Strömberg, s
- Karl-Erik Persson, v

### 1998/99–2001/02
- Sofia Jonsson, c[3]
- Johan Pehrson, fp[3]
- Rose-Marie Frebran, kd[3]
- Ola Karlsson, m[3]
- Sten Tolgfors, m[3]
- Mikael Johansson, mp[3]
- Maud Björnemalm, s[3]
- Helena Frisk, s[3]
- Nils-Göran Holmqvist, s[3]
- Hans Karlsson, s[3]
- Inger Lundberg, s[3]
  - Lennart Axelsson, s (20/9 2000–2002)
- Elise Norberg, v[3] (5/10 1998)
- Peter Pedersen, v[3]

### 2002/03–2005/06
- Sofia Jonsson (senare Larsen), c[4]
- Johan Pehrson, fp[4]
- Sven Gunnar Persson, kd[4]
- Sten Tolgfors, m[4]
- Mikael Johansson, mp[4]
- Lennart Axelsson, s[4]
- Thomas Bodström, s[4] (statsråd under mandatperioden)
  - Matilda Ernkrans, s (ersättare för Thomas Bodström 2002/03–20/2 2006, därefter ledamot)
  - Ameer Sachet, s (ersättare 2002, 2005–2006)
- Nils-Göran Holmqvist, s[4]
- Inger Lundberg, s[4] (avliden 18 februari 2006)
- Helena Zakariasén, s[4]
- Peter Pedersen, v[4]

### 2006/07–2009/10
- Sofia Larsen, c[5]
- Johan Pehrson, fp[5]
- Sven Gunnar Persson, kd[5]
  - Lars-Axel Nordell, kd (1/1 2009–4/10 2010)
- Elisabeth Svantesson, m[5]
- Sten Tolgfors, m[5] (statsråd från 24 oktober 2006)
  - Oskar Öholm, m (statsrådsersättare från 24 oktober 2006)
- Mikael Johansson, mp[5]
- Lennart Axelsson, s[5]
- Thomas Bodström, s[5]
- Matilda Ernkrans, s[5]
- Eva-Lena Jansson, s[5]
- Ameer Sachet, s[5]
- Peter Pedersen, v[5]

### 2010/11–2013/14
- Johan Pehrson, FP[6]
- Lars-Axel Nordell, KD[6]
- Elisabeth Svantesson, M[6] (statsråd 17/9 2013–29/9 2014)
- Sten Tolgfors, M[6] (statsråd 4/10 2010–31/1 2013)
  - Lotta Olsson, M (statsrådersättare 4/10 2010–29/3 2012)
  - Lotta Olsson, M (ledamot 1/2 2013–29/9 2014)
- Oskar Öholm, M[6]
- Jonas Eriksson, MP[6]
- Lennart Axelsson, S[6]
- Håkan Bergman, S[6]
- Matilda Ernkrans, S[6]
- Eva-Lena Jansson, S[6]
- Per Ramhorn, SD[6]
- Mia Sydow Mölleby, V[6]

### 2014/15–2017/18
- Johan Pehrson, FP/L[7] (29/9 2014–19/4 2015)
  - Christina Örnebjär, FP/L (från 20/4 2015)
- Lars-Axel Nordell, KD[7]
- Lotta Olsson, M[7]
- Elisabeth Svantesson, M[7] (statsråd 29/9–3/10 2014)
- Jonas Eriksson, MP[7]
  - Camilla Hansén, MP (ersättare för Jonas Eriksson 18/1–31/7 2016)
- Lennart Axelsson, S[7]
- Håkan Bergman, S[7]
- Matilda Ernkrans, S[7]
- Eva-Lena Jansson, S[7]
- Sara-Lena Bjälkö, SD[7]
- David Lång, SD[7]
- Mia Sydow Mölleby, V[7]

### 2018/19–2021/22
- Helena Vilhelmsson, C[8]
- Hans Eklind, KD[8]
- Johan Pehrson, L[8]
- Lotta Olsson, M[8]
- Elisabeth Svantesson, M[8]
- Jonas Eriksson, MP[8] (2018/19–4/11 2019)
- Denis Begic, S[8]
- Matilda Ernkrans, S[8] (statsråd från 21/1 2019)
  - Daniel Andersson, S (ersättare för Matilda Ernkrans 21/1 2019–3/9 2021)
    - Eva-Lena Jansson, S (ersättare för Matilda Ernkrans från 3/9 2021)
- Lena Rådström Baastad, S[8] (2018/19–3/9 2021)
  - Daniel Andersson, S (från 3/9 2021)
- David Lång, SD[8]
- Jonas Millard, SD[8] (24/9 2018–31/1 2019)
  - Per Söderlund, SD (från 1/2 2019)
- Mia Sydow Mölleby, V[8]

### 2022/23–2025/26
- Helena Vilhelmsson, C[9]
- Hans Eklind, KD[9]
- Johan Pehrson, L[9]
- Elisabeth Svantesson, M[9]
- Oskar Svärd, M[9]
- Camilla Hansén, MP[9]
- Denis Begic, S[9]
- Matilda Ernkrans, S[9]
- Karin Sundin, S[9]
- Michael Rubbestad, SD[9]
- Per Söderlund, SD[9]
- Nadja Awad, V[9]

## Första kammaren
Örebro län var egen valkrets till första kammaren under hela perioden 1866–1970. Antalet mandat var fem fram till 1878, höjdes till sex 1879 och sänktes sedan till fem 1922.

### Riksdagsledamöter i första kammaren

#### 1867–1911 (successivt förnyade mandat)
- Knut Cassel (1867–1869)
  - Anders Berger, FK:s min (1870–1871)
    - Knut Cassel (1872–1878)
      - Julius Lindström (1879–1881)
        - Axel Bergström, min 1888–1893 (1882–1893)
          - Magnus Unger, prot (1894–1907)
            - Frans Bæckström, prot 1908–1909, fh 1910–1911 (1908–1911)
- Hugo Hamilton d.ä. (1867–1870)
  - Carl Åkerhielm (1871–1874)
    - Nils Sundin (1875–1878)
      - Oscar Evers (1879–1887)
        - Knut Bohnstedt, prot 1888–1909, fh 1910–1911 (1888–1911)
- Selim Heijkenskjöld (1867–14/9 1871)
  - Hugo Hamilton d.y. (27/9 1871–1885)
    - Magnus Unger, prot 1888–1892 (1886–lagtima riksdagen 1892)
      - Henning Trägårdh (urtima riksdagen 1892–1895)
        - Axel Svedelius, prot (1896–1907)
          - Lars Larsson, prot (1908–1909)
            - Jonas Kjellberg, högervilde 1910, fh 1911 (1910–1911)
- Erland von Hofsten (1/1–24/4 1867)
  - Robert Montgomery-Cederhielm, lmp:s filial (1868–20/4 1888)
    - Carl Werner von Schultzenheim (1889–1891)
      - Johan Gripenstedt, prot 1892–1909, fh 1910–1911 (1892–1911)
- Carl Oscar Troilius (1867–1875)
  - Axel Burenstam (1876–1886)
    - Herman Behm, prot 1888–1909, fh 1910–1911 (1887–1911)
- Albert Robson (1879–1884)
  - Harald Ericsson, prot 1888–1894 (1885–5/2 1894)
    - Hildebrand Schröder (19/3 1894–1899)
      - Vollrath Tham (1900–första urtima riksdagen 1905)
        - Per Carlberg, prot 1905–1909, fh 1910–1911 (andra urtima riksdagen 1905–1911)

#### 1912
- Per Carlberg, n
- Johan Gripenstedt, n
- Ossian Berger, liberal vilde
- Anton Hahn, lib s
- Elof Ljunggren, lib s
- Axel Mörner, lib s

#### 1913–1918
- Per Carlberg, n (1913–vårsessionen 1914)
  - Gustaf Tisell, n (27/5 1914–1918)
- Johan Gripenstedt, n (1913–23/2 1918)
  - Adolf Lindgren, n (7/3–31/12 1918)
- Ivan Svensson, n (1913–14/5 1918)
  - Henrik Hegardt, n (31/5–31/12 1918)
- Anton Hahn, lib s (1913–1914)
  - Gerhard Halfred von Koch, lib s (1915–1918)
- Elof Ljunggren, lib s
- Oscar Olsson, s

#### Lagtima riksdagen 1919
- Henrik Hegardt, n
- Adolf Lindgren, n
- Gerhard Halfred von Koch, lib s
- Axel Vindahl, lib s
- Oscar Olsson, s
- Anders Örne, s

#### Urtima riksdagen 1919–1921
- Hjalmar von Sydow, n
- Ivar Pettersson, bf
- Gerhard Halfred von Koch, lib s
- Axel Vindahl, lib s
- Oscar Olsson, s
- Anders Örne, s

#### 1922–1926
- Adolf Lindgren, n
- Gerhard Halfred von Koch, lib s 1922–1923, fris 1924–1926
- Axel Vindahl, lib s 1922–1923, fris 1924–1925 (1922–1925)
  - Gottfrid Karlsson, fris (1926)
- Oscar Olsson, s (1922–1924)
  - Harald Åkerberg, s (1925–1926)
- Anders Örne, s

#### 1927–1934
- Adolf Lindgren, n
- Kerstin Hesselgren, frisinnad vilde
- Gottfrid Karlsson, fris
- Harald Åkerberg, s
- Anders Örne, s

#### 1935–1942
- Adolf Lindgren, h (1935–1936)
  - Robert von Horn, h (1937–1942)
- Nils Wohlin, bf
- Gottfrid Karlsson, fp
- Fritjof Ekman, s
- Harald Åkerberg, s

#### 1943–1950
- Ernst Åqvist, fp (1/1–24/8 1943)
  - Gustaf Sundelin, fp (23/9 1943–1950)
- Fritjof Ekman, s
- Eric Ericson, s
- Robert Krügel, s
- Harald Åkerberg, s (1943–30/8 1950)
  - Oscar Hällvik, s (13/9–31/12 1950)

#### 1951–1958
- John Johansson, bf (1951–13/11 1954)
  - Margret Nilsson, bf/c (24/11 1954–1958)
- Gustaf Sundelin, fp
- Eric Ericson, s (1951–1953)
  - Axel Jansson, s (1954–5/12 1958)
- Robert Krügel, s
- Lars Lindahl, s

#### 1959–1966
- Gunnar Pettersson, fp
- Gustaf Sundelin, fp (1959–1964)
  - Johan Ahlsten, fp (1965–14/10 1966)
    - Gunnar Skagerlund, fp (15/10–31/12 1966)
- Åke Larsson, s
- Lars Lindahl, s (1959–24/4 1964)
  - Gustaf Kolare, s (11/5–31/12 1964)
    - Karl Pettersson, s (1965–1966)
- Fridolf Wirmark, s

#### 1967–1970
- Thorbjörn Fälldin, c (1967–1968)
  - Georg Pettersson, c (1969–1970)
- Per Ahlmark, fp (1967–1968)
  - Gunnar Skagerlund, fp (1969–1970)
- Åke Larsson, s
- Karl Pettersson, s
- Fridolf Wirmark, s

### Andra kammaren
Örebro län var även en valkrets till andra kammaren under perioden 1922–1970. Fram till 1921 var länet indelat i olika valkretsar, under perioden med majoritetsval 1866–1911 i kretsar med ett mandat vardera. 
När de första valen till andra kammaren förrättades 1866 utgjordes landsbygden av (från söder till norr) Kumla och Sundbo häraders valkrets, Askers och Sköllersta häraders valkrets, Edsbergs, Lekebergs, Grimstens och Hardemo häraders valkrets (från och med valet 1872 namnändrad till Edsbergs, Grimstens och Hardemo häraders valkrets), Örebro och Glanshammars häraders valkrets, Nora domsagas valkrets samt Lindes domsagas valkrets. Denna indelning bestod till och med valet 1908.
Av städerna utgjorde residensstaden Örebro valkrets, medan Askersunds stad, Nora stad och Lindesbergs stad vid valen 1866–1893 ingick i Kristinehamns, Askersunds, Nora och Lindesbergs valkrets. Vid valet 1896 överfördes Nora och Lindesberg till Köpings, Nora, Lindesbergs och Enköpings valkrets, medan Askersund gick till Kristinehamns, Filipstads och Askersunds valkrets för att slutligen i valet 1908 övergå till Vadstena, Skänninge, Söderköpings, Motala, Gränna och Askersunds valkrets.
Vid införandet av proportionellt valsystem i andrakammarvalet 1911 avskaffades samtliga äldre valkretsar och Örebro län indelades i Örebro läns norra valkrets (med fem mandat) och Örebro läns södra valkrets (med fyra mandat). Vid andrakammarvalet 1921 förenades slutligen hela länet till en samlad valkrets. Antalet mandat var nio i valen 1921–1924 och därefter åtta från valet 1928 och framåt.

### Riksdagsledamöter i andra kammaren

#### 1922–1924
- Anders Gustafsson, lmb
- Ivar Pettersson, bf
- Erik Nilson, lib s 1922–1923, lib 1924
- Petrus Ödström, lib s 1922–1923, fris 1924
- Anders Anderson, s
- Carl Molin, s
- Olof Nilsson, s
- Edvard Uddenberg, s
- Viktor Öhman, s

#### 1925–1928
- Gunnar Persson, lmb
- Elof Ljunggren, fris
- Ernst Lundgren, fris
- Petrus Ödström, fris
- Anders Anderson, s
- Bertil Mogård, s
- Olof Nilsson, s
- Edvard Uddenberg, s
- Viktor Öhman, s

#### 1929–1932
- Gunnar Persson, lmb
- Fredrik Sandwall, lmb
- Ernst Lundgren, fris (1929–1930)
  - Ernst Åqvist, fris (1931–1932)
- Petrus Ödström, fris (1/1–23/3 1929)
  - Elof Ljunggren, fris (5/4 1929–1932)
- Anders Anderson, s
- Bertil Mogård, s
- Olof Nilsson, s
- Edvard Uddenberg, s

#### 1933–1936
- Gunnar Persson, lmb 1933–1934, h 1935–1936
- Ivar Pettersson, bf
- Ernst Åqvist, fris 1933–1934, fp 1935–1936
- Elof Ljunggren, fris 1933–1934, fp 1935–1936
- Anders Anderson, s
- Gustav Hansson, s
- Axel Johansson, s
- Edvard Uddenberg, s

#### 1937–1940
- Gunnar Persson, h
- Ivar Pettersson, bf
- Ernst Åqvist, fp
- Anders Anderson (från 1938 Råstock), s (1937–3/7 1940)
  - Göta Rosén, s (30/7-31/12 1940)
- Gustav Hansson, s
- Axel Johansson, s
- Lars Lindahl, s
- Edvard Uddenberg, s

#### 1941–1944
- Gunnar Persson, h
- Ivar Pettersson, bf
- Ernst Åqvist, fp (1941–1942)
  - Carl-David Skagerlund, fp (1943–1944)
- Erik Brandt, s
- Axel Jansson, s
- Lars Lindahl, s
- Göran Petterson, s
- Göta Rosén, s (1941–1942)
  - Henry Allard, s (1943–1944)

#### 1945–1948
- Gunnar Falla, h
- Ivar Pettersson, bf
- Ruben Swedberg, fp
- Henry Allard, s
- Erik Brandt, s
- Lars Lindahl, s
- Göran Petterson, s
- Erik Jansson, k

#### 1949–1952
- Karl Andersson, bf
- Ruben Swedberg, fp
- Gösta Åqvist, fp
- Henry Allard, s
- Erik Brandt, s
- Axel Jansson, s
- Lars Lindahl, s (1949–1950)
  - Lena Renström (från höstsessionen 1951 Renström-Ingenäs), s (1951–1952)
- Göran Petterson, s

#### 1953–1956
- Helmer Nordqvist, h
- Karl Andersson, bf
- Ruben Swedberg, fp
- Gösta Åqvist, fp (1953)
  - Erik Berggren, fp (1954–1956)
- Henry Allard, s
- Erik Brandt, s
- Axel Jansson, s (1953)
  - Lena Renström-Ingenäs, s (1954–1956)
- Göran Petterson, s

#### 1957–vårsessionen 1958
- Helmer Nordqvist, h (1957)
  - Fredrik-Adolf Hamilton, h (1958)
- Karl Andersson (från höstsessionen 1957 Björkänge), bf/c
- Ebbe Rydén, fp
- Ruben Swedberg, fp (1/1–9/6 1957)
  - Matteus Berglund, fp (26/6 1957–1958)
- Henry Allard, s
- Erik Brandt, s
- Göran Petterson, s
- Lena Renström-Ingenäs, s

#### Höstsessionen 1958–1960
- Fredrik-Adolf Hamilton, h
- Karl Björkänge, c
- Ebbe Rydén, fp
- Henry Allard, s
- Erik Brandt, s
- Marta Lindberg, s
- Göran Petterson, s
- Lena Renström-Ingenäs, s

#### 1961–1964
- Fredrik-Adolf Hamilton, h (1961–1963)
  - Per-Eric Ringaby, h (1964)
- Karl Björkänge, c
- Matteus Berglund, fp
- Ebbe Rydén, fp (1961–28/11 1962)
  - Hans Broberg, fp (29/11 1962–1964)
- Henry Allard, s
- Erik Brandt, s
- Göran Petterson, s
- Lena Renström-Ingenäs, s

#### 1965–1968
- Per-Eric Ringaby, h
- Erik Larsson, c
- Sven G. Andersson, fp
- Matteus Berglund, fp
- Henry Allard, s
- Erik Brandt, s
- Marta Lindberg, s
- Lena Renström-Ingenäs, s

#### 1969–1970
- Per-Eric Ringaby, m
- Erik Larsson, c
- Sven G. Andersson, fp
- Olle Aldén, s
- Henry Allard, s
- Erik Brandt, s
- Sture Ericson, s
- Marta Lindberg, s